# Gmina Charsznica
Die Gmina Charsznica ist eine Landgemeinde im Powiat Miechowski der Woiwodschaft Kleinpolen in Polen. Ihr Sitz ist das Dorf Miechów-Charsznica mit 1942 Einwohnern (2006).

## Gliederung
Zur Landgemeinde (gmina wiejska) Charsznica gehören folgende 18 Dörfer mit einem Schulzenamt:
Charsznica
Chodów
Chodowiec
Ciszowice
Dąbrowiec
Jelcza
Marcinkowice
Miechów-Charsznica
Podlesice
Pogwizdów
Swojczany
Szarkówka
Tczyca
Uniejów-Kolonia
Uniejów-Parcela
Uniejów-Rędziny
Wierzbie
Witowice
Weitere Ortschaften der Gemeinde sind Gajówka und Tunel.

## Verkehr
Beim Bahnhof Tunel beim Gemeindeteil Uniejów-Rędziny zweigt die Bahnstrecke Tunel–Sosnowiec von der Bahnstrecke Warszawa–Kraków ab. Weitere Halte an ersterer sind Charsznica und Gajówka. Charsznica war auch Ausgangspunkt der Schmalspurbahn Charsznica–Kocmyrzów über Miechów, Kazimierza Wielka und Proszowice.